# Thermische Energie
Thermische Energie (auch Wärmeenergie) ist ein Begriff, der in verschiedener Weise für makroskopische und mikroskopische Energieformen verwendet wird, die sich auf die ungeordnete Bewegung der Teilchen (einschließlich der Photonen) in makroskopischer Materie oder in anderen Vielteilchensystemen beziehen.
Zu den möglichen makroskopischen Formen der thermischen Energie gehören:
- Innere Energie
- Wärme
- Enthalpie

Zu den mikroskopischen Formen der thermischen Energie gehört
- die mittlere Energie eines Teilchens pro Freiheitsgrad (also {\displaystyle {\tfrac {1}{2}}k_{\mathrm {B} }T} für Translation in eine Richtung etc., wobei {\displaystyle T} die absolute Temperatur und {\displaystyle k_{\mathrm {B} }} die Boltzmann-Konstante ist),
- die Größe des typischen zufälligen Energieaustauschs zwischen den Teilchen, {\displaystyle k_{\mathrm {B} }T}, die auch in der Boltzmann-Verteilung den Energiemaßstab vorgibt.

Bei Raumtemperatur (T = 293 K) beträgt {\displaystyle k_{\mathrm {B} }T} ungefähr 25 meV.

## Zusammenhang mit der Temperatur
Umgangssprachlich wird die thermische Energie etwas ungenau als „Wärme“ oder „Wärmeenergie“ bezeichnet oder auch mit der Temperatur verwechselt.
Tatsächlich ist in einem idealen Gas die (makroskopische) thermische Energie proportional zur absoluten Temperatur:
Falls mit der thermischen Energie die innere Energie gemeint ist:
{\displaystyle E_{\mathrm {th} }={\frac {f}{2}}\,N\,k_{\mathrm {B} }\,T={\frac {f}{2}}\,n\,R\,T=c_{V}\,m\,T\propto \;T}
Falls die Enthalpie gemeint ist:
{\displaystyle E_{\mathrm {th} }={\frac {f+2}{2}}\,N\,k_{\mathrm {B} }\,T={\frac {f+2}{2}}\,n\,R\,T=c_{P}\,m\,T\propto \;T}
mit
- der Anzahl {\displaystyle f} der Freiheitsgrade
- der Teilchenzahl {\displaystyle N}
- der Boltzmann-Konstante {\displaystyle k_{\mathrm {B} }}

bzw. alternativ mit
- der Stoffmenge {\displaystyle n}
- der Gaskonstante {\displaystyle R}

bzw. alternativ mit
- der spezifischen Wärmekapazität bei konstantem Volumen {\displaystyle c_{V}={\tfrac {f}{2}}R\cdot {\tfrac {n}{m}}={\tfrac {f}{2}}\cdot {\tfrac {R}{M}}} bzw. bei konstantem Druck {\displaystyle c_{P}={\tfrac {f+2}{2}}R\cdot {\tfrac {n}{m}}={\tfrac {f+2}{2}}\cdot {\tfrac {R}{M}}}. Diese sind für ideale Gase unabhängig von der Temperatur.
  - der Masse {\displaystyle m}
  - der molaren Masse {\displaystyle M}.

Im allgemeinen Fall ist die spezifische Wärmekapazität jedoch eine Funktion der Temperatur {\displaystyle c=c(T)}, sodass die thermische Energie nicht in proportionaler Weise von der Temperatur abhängt:
Die thermische Energie eines Körpers kann sich auch ändern, ohne dass es zu einer Temperaturänderung kommt. Dies geschieht bei einem Phasenübergang, zum Beispiel beim Schmelzen. Hat Eis eine Temperatur von 0 °C, so muss die innere Energie erhöht werden, um es zu schmelzen. Dazu muss eine bestimmte Wärmemenge oder das Äquivalent als dissipative Arbeit zugeführt werden (bei konstantem Druck: die Schmelzenthalpie). Die Temperatur steigt während des Schmelzvorganges jedoch nicht an, da die gesamte zugeführte Wärme für den Phasenübergang vom Feststoff zur Flüssigkeit benötigt wird.